# Uroxys kratochvili
Uroxys kratochvili är en skalbaggsart som beskrevs av Vladimir Balthasar 1940. Uroxys kratochvili ingår i släktet Uroxys och familjen bladhorningar. Inga underarter finns listade i Catalogue of Life.